# Uta (Sardinien)
Uta ist eine italienische Gemeinde (comune) mit 8892 Einwohnern (Stand 31. Dezember 2023) in der Metropolitanstadt Cagliari auf Sardinien. Die Gemeinde liegt etwa 15,5 Kilometer nordwestlich von Cagliari am Flumini Mannu nahe dem Monte Arcuso.

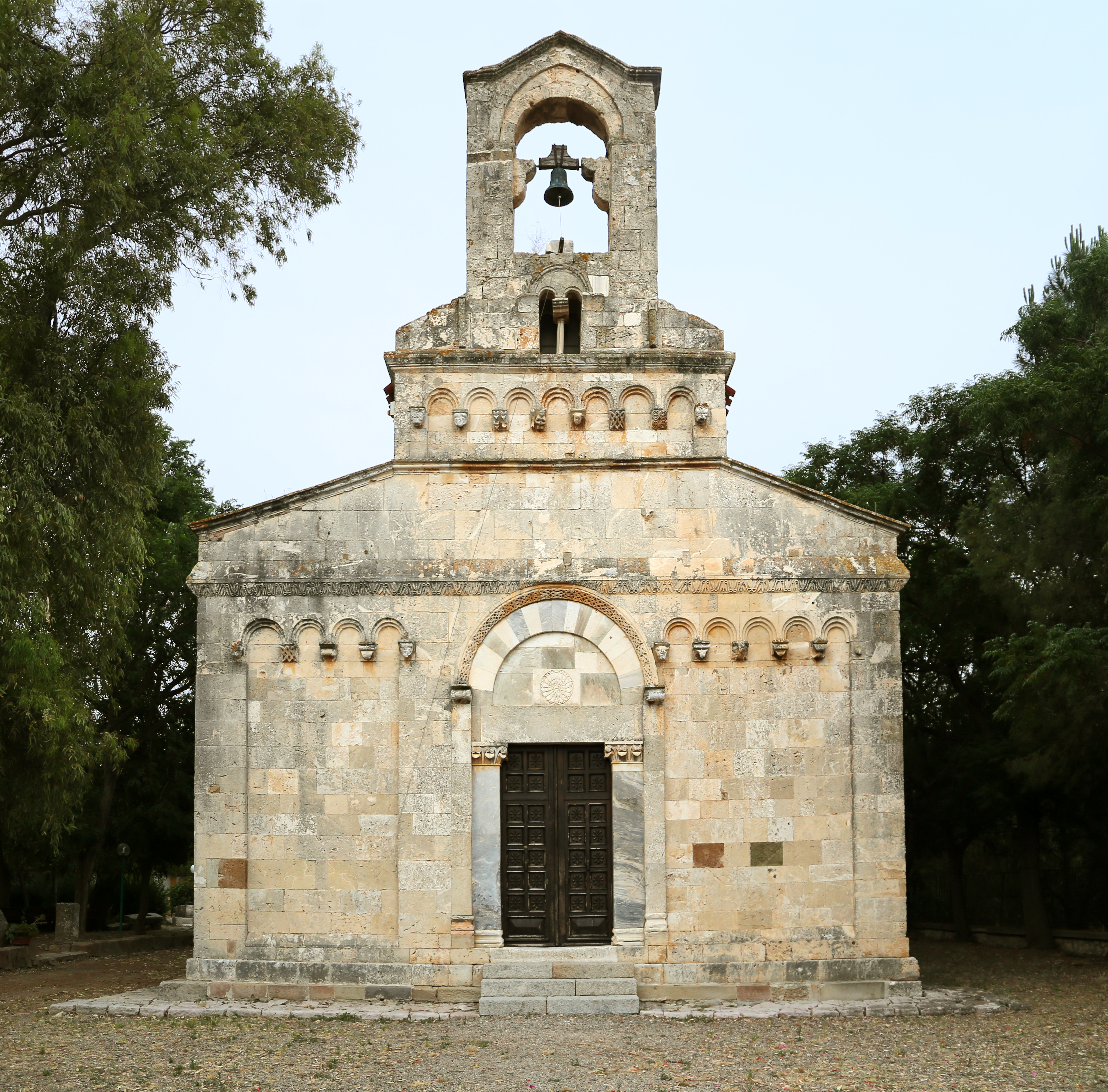
Kirche Santa Maria in Uta mit Espadaña

## Verkehr
Durch die Gemeinde führt die Strada Statale 130 Inglesiente von Iglesias nach Cagliari. Gemeinsam mit der Nachbargemeinde Villaspeciosa besteht eine Haltestelle an der nichtelektrifizierten Bahnstrecke Decimomannu–Iglesias.

## Söhne und Töchter der Gemeinde
- Flavio Soriga (* 1975), Schriftsteller